# Lobow
Lobow (russisch Лобов, wiss. Transliteration Lobov, weibliche Form Lobowa, englische Transkription Lobov) ist ein russischer Familienname.

## Herkunft
Das Wort Loban (russisch Лобан) bezeichnete in der altostslawischen Sprache einen großen, starken Menschen. Es konnte aber auch eine aufgeweckte, scharfsinnige oder auch misstrauische, verschlossene Person gemeint sein.

## Bekannte Namensträger
- Natalija Alexandrowna Lobowa (* 1988), russische Kanurennsportlerin
- Nina Lobowa (* 1957), sowjetische Handballspielerin
- Oleg Iwanowitsch Lobow (1937–2018), russischer Politiker
- Semjon Michailowitsch Lobow (1913–1977), sowjetischer Flottenadmiral
- Wladimir Nikolajewitsch Lobow (* 1935), Generalstabschef der Sowjetischen Streitkräfte nach dem Augustputsch 1991